# Gérard Duchêne
Pour les articles homonymes, voir Duchêne.
Gérard Duchêne (Lille, 26 juin 1944 - Lille, 6 novembre 2014) est un artiste contemporain et écrivain français. 

## Biographie
Gérard Duchêne participe de 1971 à 1974 au groupe Textruction, dont il est co–créateur avec Georges Badin, Gervais Jassaud, Jean Mazeaufroid et Michel Vachey. Sans cesser d'explorer d'autres pistes, à partir de l'écrit, il va poursuivre une œuvre plastique originale, le Journal d’Il, jouant avec une esthétique du détournement qui se mêlait à une grande sensibilité de la matière et de la couleur.
Poète, il a publié ses premiers poèmes dans les années 1960 et restera toujours proche de l’écriture poétique, en tant qu’écrivain et en tant que lecteur ; il a également publié des notes d’atelier. Son intérêt pour le livre ne s’est jamais démenti, qu’il s’agisse d'inclure dans son propre travail ou d’y être associé à travers les nombreux ouvrages qu’il a accompagnés comme peintre.